# Саймон Доукінс
Саймон Джонатан Доукінс (англ. Simon Jonathan Dawkins, нар. 1 грудня 1987) — ямайський футболіст, що грає на позиції нападника. Виступав, зокрема, за клуб «Тоттенгем Готспур», а також національну збірну Ямайки.

## Клубна кар'єра

### «Тотенгем Готспур»
Народився 1 грудня 1987 року. Вихованець футбольної школи клубу «Тоттенгем Готспур», швидко став основним футболістом резервної команди. До заявки першої команди потрапив одного разу, коли Мартін Йол включив його до заявки на поєдинок Кубку УЄФА проти «Анортосіса» (Фамагуста), але так і залишився на лаві запасних. 1 червня 2009 року отримав статус вільного агента, після чого не зміг пройти медогляд у «Страсбурі».

#### Оренда в «Лейтон Орієнт»
Напередодні старту сезону 2008/09 років відправився в оренду до «Лейтон Орієнт». Дебют у першій команді відтермінували після того, як Саймон отримав травму щиколотки в товариському матчі, випадково, проти клубу, на якого належали права Доукінса, «Тотенгем Готспур». Дебютував у чемпіонаті 16 серпня 2008 року, вийшовши на заміну в поєдинку проти «Пітерборо Юнайтед», а 2 вересня зіграв свій перший матч у Трофеї Футбольної ліги, в якому допоміг своєму клубу обіграти «Саутенд Юнайтед» (4:2). Оренда нападника завершилася 3 січня 2009 року.

### Повернення в «Тоттенгем Готспур»
Під час відновлення від травми повернувся до «Тоттенгем Готспур», але без підписаного контракту. Підписання контракту залежало від того, чи набере Саймон необхідні фізичні кондиції до початку сезону 2010/11 років.
У серпні 2010 роу відправився на перегляд у «Селтік», але згодом вирішив продовжувати тренуватися з «Тотенгемом». 8 грудня відзначився голом у товариському матчі проти «Мілтон-Кінз Донз».
14 березня 2011 року, після вдалого перегляду, Доукінс підписав контракт з «Тоттенгем Готспур», термін дії договору — до червня 2013 року.

#### Оренда в «Сан-Хосе Ерзквейкс»
Проте вже незабаром після підписання контракту з «Тотенгемом» відправився в оренду до «Сан-Хосе Ерзквейкс». Дебютував за «Ерзквейкс» 19 березня в програному (0:1) поєдинку 1-го туру MLS проти «Реал Солт-Лейк». Першим голом за нову команду відзначився 2 квітня в нічийному (2:2) поєдинку проти «Сіетл Саундерз». У січні 2012 року «Твенте» Стіва Маккларена проявляло зацікавленість до нападника, але оформити оренду так і не вдалося. Докінз вперше за чотири роки з'явився у заяіці «Шпорів», просидівши увесь поєдинок Кубку Англії проти «Стівенідж» на лаві запасних.

#### Оренда в «Астон Віллу»
В останній день січневого трансферного вікна 2013 року Доукінс підписав орендну угоду до завершення сезону 2012/13 років з представником Прем'єр-ліги, «Астон Віллою». 10 лютого 2013 року, у віці 25 років, дебютував у Прем'єр-лізі в переможному (2:1) матчі проти «Вест Гем Юнайтед».

### «Дербі Каунті»
14 жовтня 2013 року приєднався до представника Чемпіоншипа, «Дербі Каунті». 18 жовтня 2013 року оголосили, що Саймон продовжить своє перебування у «баранів», погодившись на термінову оренду на 93 дні. Доукінс вперше зіграв у «Дербі» 19 жовтня 2013 року, замінивши Мейсону Беннета на початку другого тайму. Після декількох вражаючих матчів за «Дербі» головний тренер Стів Маккларен висловив зацікавленість у підписанні повноцінного контракту з Саймоном у січневому трансферному вікні. Угода була досягнута з «Тоттенгемом», і 3 січня 2014 року вони домовились про винагороду, при цьому Доукінз погодився на 2,5-річну угоду. Таким чином, став першим повноцінним трансфером головного тренера «Дербі» Стіва Макларена.

### «Сан-Хосе Ерзквейкс»
6 січня 2016 року Доукінс приєднався до представників MLS «Сан-Хосе Ерзквейкс» за невідому плату.
16 лютого 2018 року Саймон та «Сан-Хосе» домовились взаємно розірвати його контракт з клубом. ФК «Міннесота Юнайтед» Доукінса незабаром після отримання статусу вільного агента від «Сан-Хосе» угоду. Однак, за тиждень до початок нового сезону договір розірвали.

### «Іпсвіч Таун»
Після перегляду у грудні 2018 року, у січня 2019 року підписав короткостроковий контракт з «Іпсвіч Таун», з можливістю додаткових 12 місяців. По завершення сезону 2018/19 років зіграв 2 матчі в чемпіонаті, вийшовши на поле з лави запасних.

## Виступи за збірну
Дебютував у футболці національної збірної Ямайки 26 травня 2014 року проти Сербії на Ред Булл Арені в Нью-Джерсі. Своїм першим м'ячем за Ямайку 4 червня 2014 року відзначився голом у нічийному (2:2) поєдинку з Єгиптом на «Лейтон Орієнт». Доукінс відзначився голом на останній хвилині, чим допоміг Ямайці вийти до наступного раунду кваліфікаційного етапу, відзначившись влучним дальнім ударом проти Нікарагуа.
У складі збірної був учасником розіграшу Золотого кубка КОНКАКАФ 2015 року у США та Канаді, де разом з командою здобув «срібло», розіграшу Кубка Америки 2015 року у Чилі.

## Статистика виступів

### Клубна
Станом на match played 19 March 2019
| Клуб                          | Сезон             | Ліга                | Ліга  | Ліга | Національний кубок | Національний кубок | Кубок ліги | Кубок ліги | Інші  | Інші | Загалом | Загалом |
| Клуб                          | Сезон             | Дивізіон            | Матчі | Голи | Матчі              | Голи               | Матчі      | Голи       | Матчі | Голи | Матчі   | Голи    |
| ----------------------------- | ----------------- | ------------------- | ----- | ---- | ------------------ | ------------------ | ---------- | ---------- | ----- | ---- | ------- | ------- |
| «Тоттенгем Готспур»           | 2008–09           | Прем'єр-ліга        | 0     | 0    | 0                  | 0                  | 0          | 0          | 0     | 0    | 0       | 0       |
| «Тоттенгем Готспур»           | 2010–11           | Прем'єр-ліга        | 0     | 0    | 0                  | 0                  | 0          | 0          | 0     | 0    | 0       | 0       |
| «Тоттенгем Готспур»           | 2011–12           | Прем'єр-ліга        | 0     | 0    | 0                  | 0                  | 0          | 0          | 0     | 0    | 0       | 0       |
| «Тоттенгем Готспур»           | 2012–13           | Прем'єр-ліга        | 0     | 0    | 0                  | 0                  | 0          | 0          | 0     | 0    | 0       | 0       |
| «Тоттенгем Готспур»           | 2013–14           | Прем'єр-ліга        | 0     | 0    | 0                  | 0                  | 0          | 0          | 0     | 0    | 0       | 0       |
| «Тоттенгем Готспур»           | Загалом           | Загалом             | 0     | 0    | 0                  | 0                  | 0          | 0          | 0     | 0    | 0       | 0       |
| «Лейтон Орієнт» (оренда)      | 2008–09           | Перша ліга          | 11    | 0    | 1                  | 0                  | 0          | 0          | 2     | 0    | 14      | 0       |
| «Сан-Хосе Ерзквейкс» (оренда) | 2011              | Major League Soccer | 26    | 6    | 0                  | 0                  | —          | —          | 0     | 0    | 26      | 6       |
| «Сан-Хосе Ерзквейкс» (оренда) | 2012              | Major League Soccer | 29    | 8    | 2                  | 0                  | —          | —          | 2     | 0    | 33      | 8       |
| «Сан-Хосе Ерзквейкс» (оренда) | Загалом           | Загалом             | 55    | 14   | 2                  | 0                  | 0          | 0          | 2     | 0    | 59      | 14      |
| «Астон Вілла» (оренда)        | 2012–13           | Прем'єр-ліга        | 4     | 0    | 0                  | 0                  | 0          | 0          | —     | —    | 4       | 0       |
| «Дербі Каунті» (оренда)       | 2013–14           | Чемпіоншип          | 13    | 3    | 0                  | 0                  | 0          | 0          | —     | —    | 13      | 3       |
| «Дербі Каунті»                | 2013–14           | Чемпіоншип          | 13    | 1    | 1                  | 0                  | 0          | 0          | 3     | 0    | 17      | 1       |
| «Дербі Каунті»                | 2014–15           | Чемпіоншип          | 34    | 3    | 3                  | 0                  | 5          | 2          | —     | —    | 42      | 5       |
| «Дербі Каунті»                | 2015–16           | Чемпіоншип          | 0     | 0    | 0                  | 0                  | 1          | 0          | —     | —    | 1       | 0       |
| «Дербі Каунті»                | Загалом           | Загалом             | 60    | 7    | 4                  | 0                  | 6          | 2          | 3     | 0    | 73      | 9       |
| «Сан-Хосе Ерсквейкс»          | 2016              | Major League Soccer | 24    | 5    | 0                  | 0                  | —          | —          | 0     | 0    | 24      | 5       |
| «Сан-Хосе Ерсквейкс»          | 2017              | Major League Soccer | 14    | 0    | 2                  | 0                  | —          | —          | 0     | 0    | 16      | 0       |
| «Сан-Хосе Ерсквейкс»          | Загалом           | Загалом             | 38    | 5    | 2                  | 0                  | 0          | 0          | 0     | 0    | 40      | 5       |
| «Іпсвіч Таун»                 | 2018–19           | Чемпіоншип          | 2     | 0    | 0                  | 0                  | 0          | 0          | —     | —    | 2       | 0       |
| Усього за кар'єру             | Усього за кар'єру | Усього за кар'єру   | 170   | 26   | 9                  | 0                  | 6          | 2          | 7     | 0    | 192     | 28      |

1. ↑  Матчі в Трофеї Футбольної ліги
2. ↑  Матчі в плей-оф Кубку MLS
3. ↑  Матчі в плей-оф Футбольної ліги
4. ↑  Матчі в Відкритий кубок США

### У збірній
Станом на 2 вересня 2016
| Ямайка  | Ямайка | Ямайка |
| Рік     | Матчі  | Голи   |
| ------- | ------ | ------ |
| 2014    | 8      | 2      |
| 2015    | 11     | 1      |
| 2016    | 2      | 0      |
| Загалом | 21     | 3      |

### Голи за збірну
Станом на 8 вересня 2015
| №  | Дата              | Місце                                                         | Суперник  | Рахунок | Результат | Змагання                           |
| -- | ----------------- | ------------------------------------------------------------- | --------- | ------- | --------- | ---------------------------------- |
| 1. | 4 червня 2014     | Брисбен Роад, Лондон, Англія                                  | Єгипет    | 1–1     | 2–2       | Товариський матч                   |
| 2. | 16 листопада 2014 | Спортивний комплекс Монтего-Бей, Монтего-Бей, Ямайка          | Гаїті     | 1–0     | 2–0       | Карибський кубок 2014              |
| 3. | 8 вересня 2015    | Національний стадіон ім. Деніса Мартінеса, Манагуа, Нікарагуа | Нікарагуа | 2–0     | 2–0       | кваліфікація чемпіонату світу 2018 |

## Досягнення

### Клубні
«Сан-Хосе Ерсквейкс»
- Supporters' Shield Major League Soccer
  -  Чемпіон (1): 2012
- Західна конференція регулярної частини Major League Soccer
  -  Чемпіон (1): 2012

### У збірній
Ямайка
- Карибський кубок
  -  Володар (1): 2014
- Золотий кубок КОНКАКАФ
  -  Фіналіст (1): 2015